# Álvaro Trueba
Trueba  Diego est un nom espagnol. Le premier nom de famille, en général paternel, est Trueba ; le second, en général maternel, souvent omis, est Diego.
Álvaro Trueba Diego,, né le 10 janvier 1993 à Santander (Cantabrie), est un coureur cycliste espagnol. Il évolue au sein de l'équipe AP Hotels & Resorts-Tavira.

## Biographie
En 2011, Álvaro Trueba devient notamment champion de Cantabrie du contre-la-montre chez les juniors (moins de 19 ans). La même année, il prend également la troisième place du championnat d'Espagne du contre-la-montre dans sa catégorie et quatrième de la Vuelta al Besaya. Il court ensuite durant quatre saisons en catégorie espoirs (moins de 23 ans), où il s'illustre principalement chez les amateurs espagnols. Parmi ses faits d'armes, il remporte en 2015 une étape du Tour de la Bidassoa devant Enric Mas et termine troisième du championnat d'Espagne du contre-la-montre espoirs. Il dispute par ailleurs le Tour de l'Avenir en 2014. 
Sans contrat professionnel en Espagne, il décide de rejoindre la formation portugaise Efapel en 2016. Sous ses nouvelles couleurs, il finit notamment sixième d'une étape au Tour de Castille-et-León. Deux ans plus tard, il change d'équipe en signant chez Sporting-Tavira.
En 2021, il termine dixième du Grand Prix international de Torres Vedras-Trophée Joaquim-Agostinho.

## Palmarès et résultats

### Palmarès par année
- 2011
  - Champion du Cantabrie du contre-la-montre juniors
  - Tour de La Rioja juniors[9]
  - 3e du championnat d'Espagne du contre-la-montre juniors
- 2013
  - 2e de l'Antzuola Saria
- 2014
  - Trofeo Santiago en Cos
  - 2e de la Subida a Gorla
- 2015
  - 4e étape du Tour de la Bidassoa
  - Antzuola Saria
  - Copa Gobierno de Cantabria
  - 2e du Trofeo Santiago en Cos
  - 2e du Mémorial Juan Manuel Santisteban
  - 3e de la Lazkaoko Proba
  - 3e du championnat d'Espagne du contre-la-montre espoirs
  - 3e du Tour du Portugal de l'Avenir

### Classements mondiaux
| Année                                 | 2015 | 2016 | 2017  | 2018  | 2019  | 2020 | 2021  | 2022 | 2023  |
| ------------------------------------- | ---- | ---- | ----- | ----- | ----- | ---- | ----- | ---- | ----- |
| Classement mondial                    |      | nc   | 2712e | 2407e | 2430e | nc   | 2339e | nc   | 2997e |
| UCI Europe Tour                       | 557e | nc   | 1675e | 1607e | 1557e | nc   | 1561e | nc   | nc    |
|                                       |      |      |       |       |       |      |       |      |       |
| Légende : nc = non classéSource : UCI |      |      |       |       |       |      |       |      |       |